# 小幡道昭
小幡 道昭（おばた みちあき、1950年- ）は、日本の経済学者。宇野学派。専門はマルクス経済学。東京大学名誉教授。

## 来歴・人物
東京都出身。東京都立戸山高等学校を経て、1974年、東京大学経済学部経済学科卒業。1976年、東京大学大学院経済学研究科修士課程修了。1981年、同研究科博士課程単位取得退学。
同年、東京大学経済学部助教授。1992年、同教授。1996年、同大学院経済学研究科教授。2016年、同退職、東京大学経済学名誉教授。
東京大学退職後は私的に銀座経済学研究所を立ち上げる。2018年にオフィスを閉鎖したが、活動は続けている。
宇野経済原論そのものの基本的な再検討を行いつつ、これまでの原理論では上手く説明できない現在のグローバリズム資本主義の実態を、原理論を遡及する中で、資本主義の変容のあり方を独自の理論展開で解明しようとしている。

## 主な著作
- 『経済原論―基礎と演習』（2009年、東京大学出版会）
- 『マルクス経済学方法論批判：変容論的アプローチ』（2012年、御茶ノ水書房）
- 『価値論批判』（2013年、弘文堂)
- 『労働市場と景気循環：恐慌論批判』（2014年、東京大学出版会）